# Эскиль
Эскиль (тур. Eskil) — город и район в центральной части Турции, на территории провинции Аксарай.

## История
Получил статус города в 1929 году.

## Географическое положение
Город расположен в западной части ила, к югу от озера Туз, на расстоянии приблизительно 45 километров к западу от города Аксарай, административного центра провинции. Абсолютная высота — 932 метров над уровнем моря.

Площадь района составляет 1152 км².

## Население
По данным Института статистики Турции, численность населения Эскила в 2012 году составляла 17 044 человек, из которых мужчины составляли 50,1 %, женщины — соответственно 49,9 %.
Динамика численности населения города по годам:
| 1990   | 1997   | 2000   | 2007   | 2012   |
| ------ | ------ | ------ | ------ | ------ |
| 16 452 | 19 256 | 22 125 | 18 276 | 17 044 |

## Транспорт
Ближайший аэропорт расположен в городе Аксарай.